# Кенигсмор
Кенигсмор (њем. Königsmoor) општина је у њемачкој савезној држави Доња Саксонија. Једно је од 42 општинска средишта округа Харбург. Према процјени из 2010. у општини је живјело 658 становника. Посједује регионалну шифру (AGS) 3353022.

## Географски и демографски подаци
Кенигсмор се налази у савезној држави Доња Саксонија у округу Харбург. Општина се налази на надморској висини од 39 метара. Површина општине износи 10,0 km². У самом мјесту је, према процјени из 2010. године, живјело 658 становника. Просјечна густина становништва износи 66 становника/km².